# 鶴原駅
鶴原駅（つるはらえき）は、大阪府泉佐野市鶴原にある、南海電気鉄道南海本線の駅。駅番号はNK28。

## 歴史
- 1916年（大正5年）5月15日：南海鉄道 貝塚駅 - 佐野駅（現・泉佐野駅）間に新設。
- 1944年（昭和19年）6月1日：会社合併により近畿日本鉄道の駅となる。
- 1947年（昭和22年）6月1日：路線譲渡により南海電気鉄道の駅となる。
- 2012年（平成24年）4月1日：駅ナンバリングが導入され、使用を開始[1][2]。

## 駅構造
相対式ホーム2面2線のホームを有する地上駅で、駅舎は難波寄りにある。かつては、難波方面行きの上りホーム側にしか改札が無く、2つのホームは地下道によって結ばれていたが、バリアフリー化に伴い、和歌山市方面行きの下りホーム側にも改札が増設された。現在も地下道は使用可能で、入場後もホームの行き来ができる。基本的には、無人駅であるが。日中は、駅員がいる事が多い。
上りホームの難波寄りに、男女別の水洗式トイレと、車いす対応多機能トイレが設置されている。

### のりば
| のりば | 路線   | 方向 | 行先                   |
| ------ | ------ | ---- | ---------------------- |
| 1      | 南海線 | 下り | 関西空港・和歌山市方面 |
| 2      | 南海線 | 上り | なんば方面             |

## 利用状況
2019年（令和元年）次の1日平均乗降人員は3,371人（乗車人員：1,726人、降車人員：1,645人）である。
各年次の1日平均乗降・乗車人員数は下表の通り。
| 年次   | 1日平均 乗降人員 | 1日平均 乗車人員 | 出典   |
| ------ | ---------------- | ---------------- | ------ |
| 2000年 | 3,949            | 1,992            | [ 4 ]  |
| 2001年 | 3,689            | 1,863            | [ 5 ]  |
| 2002年 | 3,564            | 1,805            | [ 6 ]  |
| 2003年 | 3,447            | 1,756            | [ 7 ]  |
| 2004年 | 3,332            | 1,696            | [ 8 ]  |
| 2005年 | 3,308            | 1,687            | [ 9 ]  |
| 2006年 | 3,347            | 1,710            | [ 10 ] |
| 2007年 | 3,374            | 1,726            | [ 11 ] |
| 2008年 | 3,334            | 1,710            | [ 12 ] |
| 2009年 | 3,177            | 1,626            | [ 13 ] |
| 2010年 | 3,231            | 1,649            | [ 14 ] |
| 2011年 | 3,178            | 1,625            | [ 15 ] |
| 2012年 | 3,177            | 1,623            | [ 16 ] |
| 2013年 | 3,172            | 1,609            | [ 17 ] |
| 2014年 | 3,175            | 1,613            | [ 18 ] |
| 2015年 | 3,187            | 1,626            | [ 19 ] |
| 2016年 | 3,216            | 1,643            | [ 20 ] |
| 2017年 | 3,271            | 1,659            | [ 21 ] |
| 2018年 | 3,344            | 1,699            | [ 22 ] |
| 2019年 | 3,371            | 1,726            | [ 23 ] |

## 駅周辺
周辺は民家等が多い。駅前北側の通りには店舗がある。
- 泉佐野鶴原郵便局
- 泉佐野市立北中小学校
- ライスマンクック

## 隣の駅
南海電気鉄道
 南海本線
■特急サザン・■急行・■空港急行・■区間急行
通過
■準急（難波行きのみ運転）・■普通
二色浜駅 (NK27) - 鶴原駅 (NK28) - 井原里駅 (NK29)
- 括弧内は駅番号を示す。